# 前売り
前売り（まえうり）とは、事前に映画・演劇・音楽等の鑑賞あるいはスポーツの観戦や鉄道・バス・航空機などの運賃を事前に売り出すこと。ほとんどの場合で、当日発売よりも割引をして販売される。

## 前売り券
前売り券（まえうりけん）とは、前売りに応じて購入した客に渡される証票（入場券や切符）である。この前売り券を持参してそのまま鑑賞、観戦や搭乗ができる場合と、窓口でこれをいったん正規の切符や座席指定券などに交換することが必要な場合とがある。予約券（よやくけん）も同様なものであるが、単なる前売り券に対して、入場の確約や座席の予約をともなう場合に使われる。

## 関連事項
- 特別企画乗車券
- スーパー前売りきっぷ
- 土・日きっぷ
- 三連休パス
- 一日乗車券
- 学生割引
- 周遊券
- 青春18きっぷ
- 乗車整理券
- スカイメイト
- 特割
- 超割
- 興行